# 美国编剧工会奖
美国编剧工会奖（英語：Writers Guild of America Award）是美国编剧工会举办的影视颁奖活动，授予电视、电影的优秀剧作者。创立于1949年。2004年首次在電視上播出頒獎禮。
美國編劇工會是好萊塢電影生產體系中最重要的工會組織之一，該組織又分為美國西部和美國東部兩個分支部門。美國編劇工會與美國演員工會、美國導演工會地位旗鼓相當，其每年頒發的劇本獲獎者得主，也是奧斯卡獎的重要參照。

## 类别
电影系列
- 原创剧本
- 改编剧本
- 纪录片

电视系列
- 剧情类
- 喜剧类
- 新系列
- 动画类
- 综艺类